# Cena národní společnosti filmových kritiků 2017

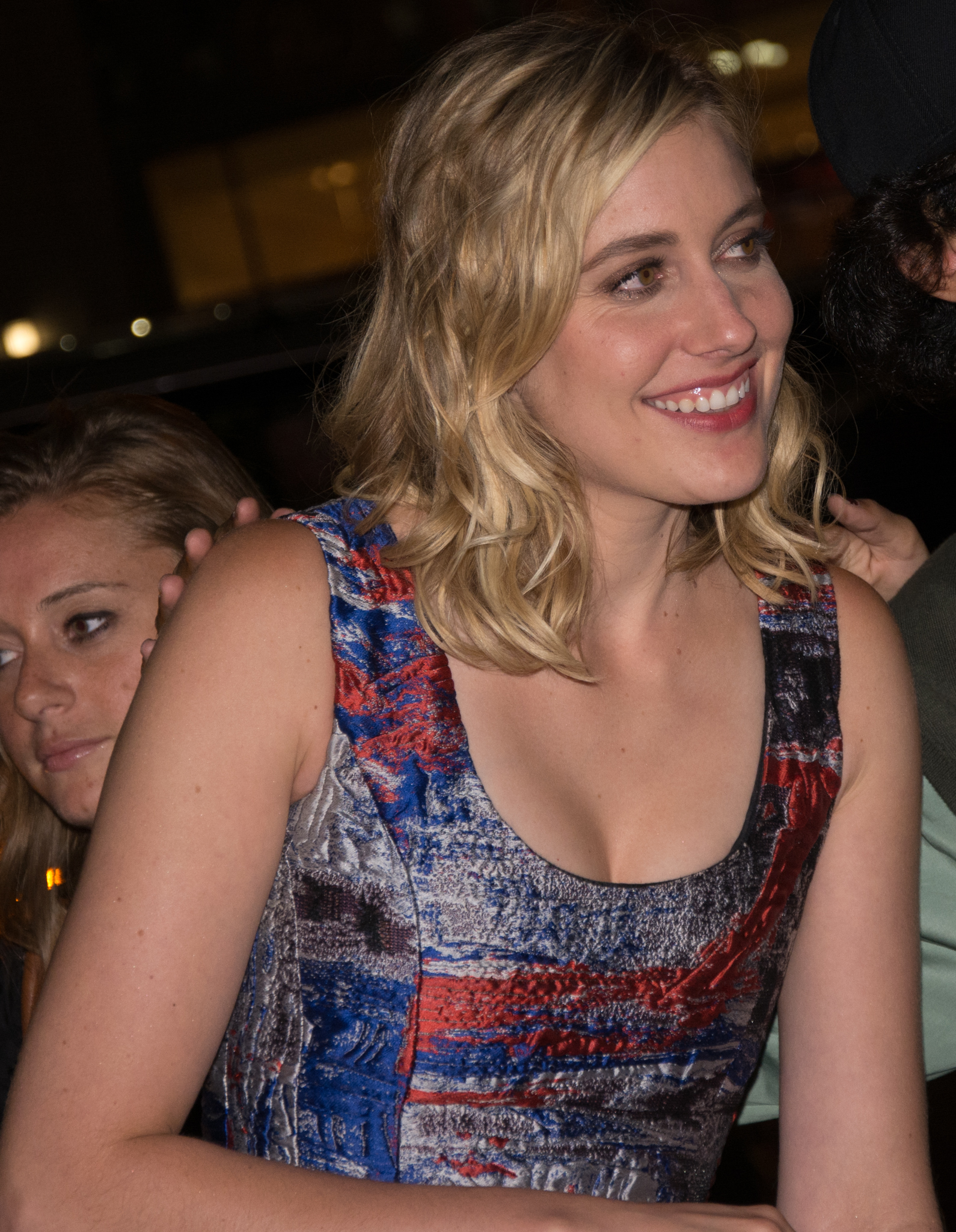
Greta Gerwig vítězka v kategoriích nejlepší režie a nejlepší scénář

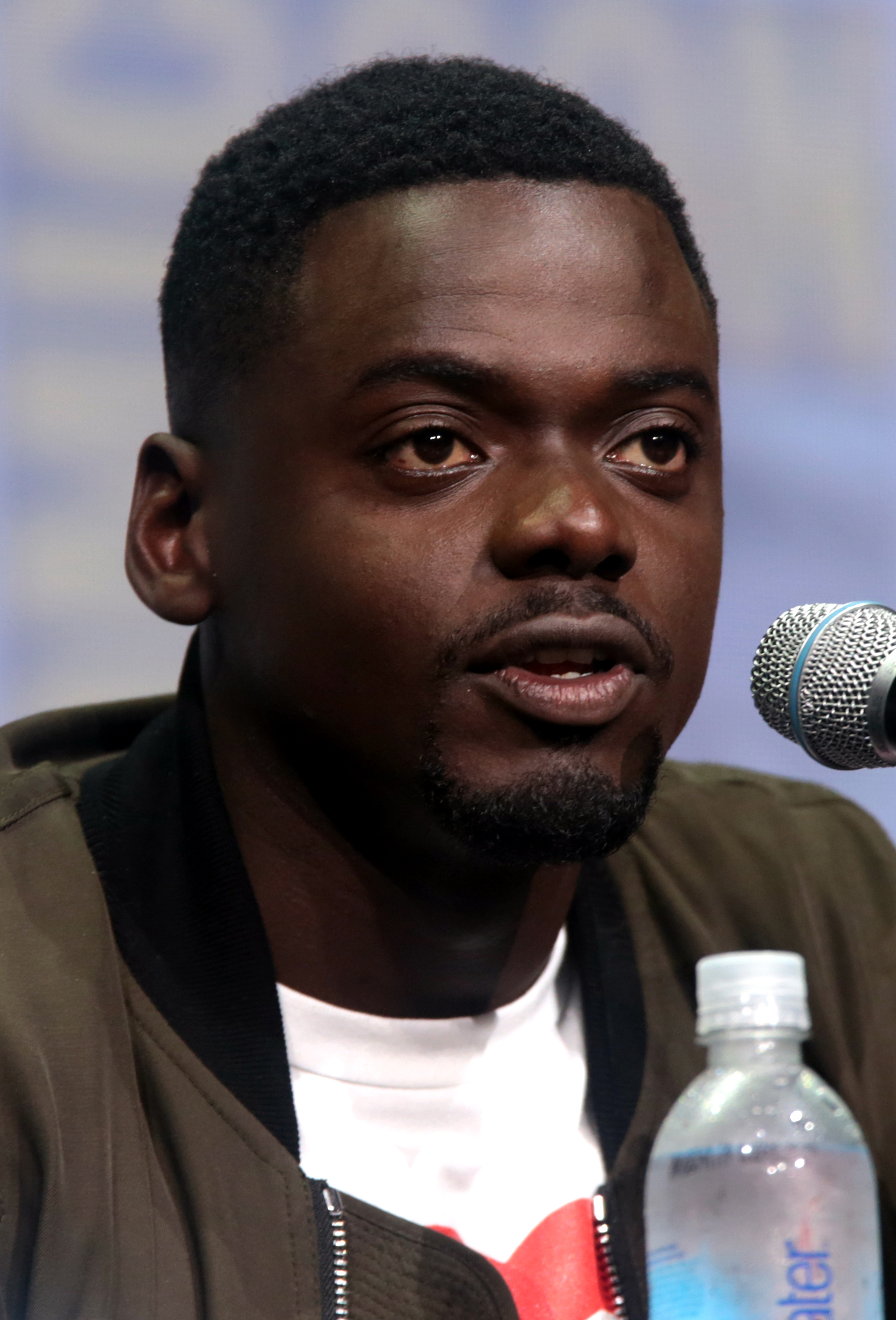
Daniel Kaluuya vítěz v kategorii nejlepší herec v hlavní roli

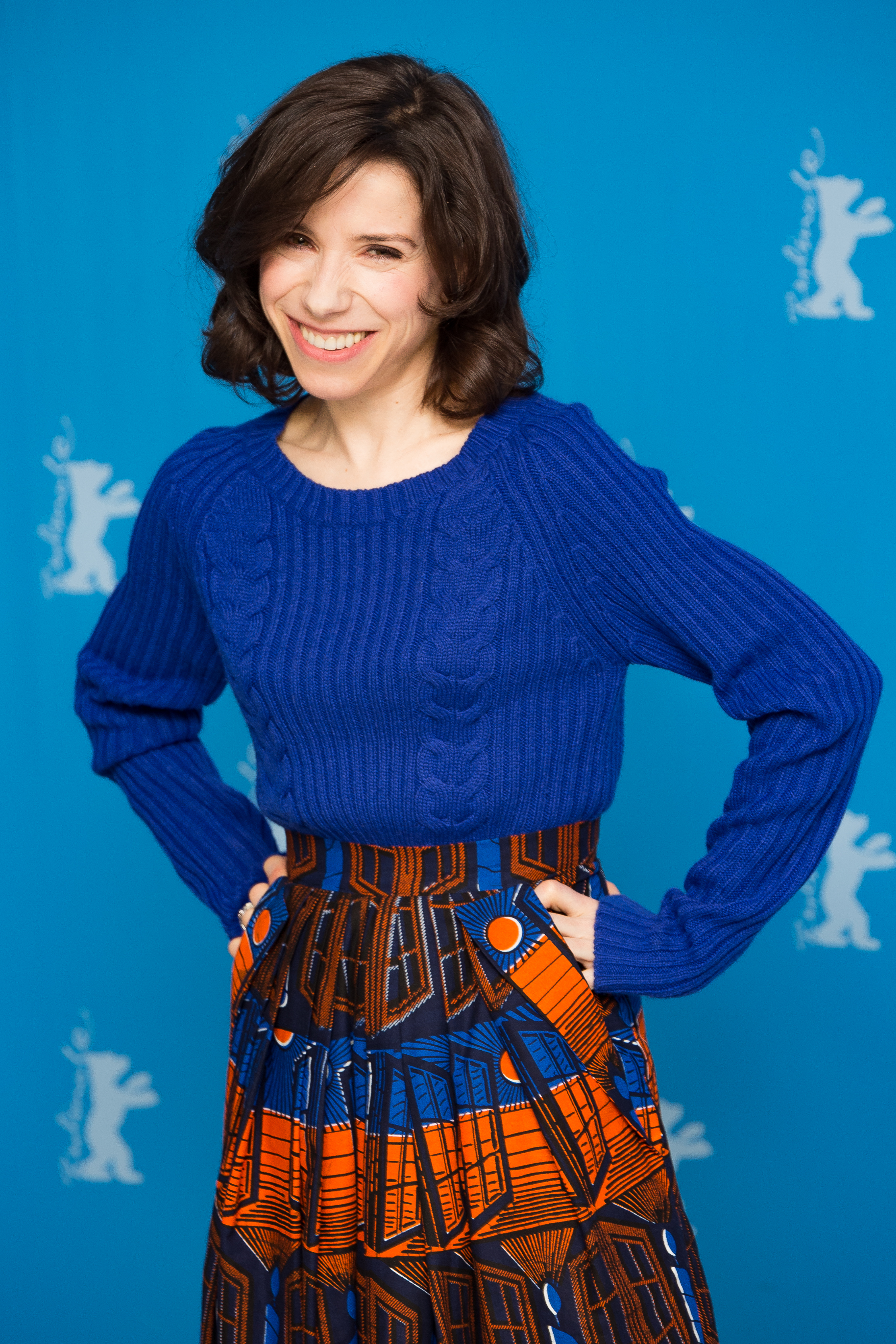
Sally Hawkins vítězka v kategorii nejlepší herečka v hlavní roli

52. ročník předávání cen Národní společnosti filmových kritiků se konal dne 6. ledna 2018.

## Vítězové a nominovaní

### Nejlepší film
1. Lady Bird
2. Uteč
3. Nit z přízraků

### Nejlepší režie
1. Greta Gerwig – Lady Bird
2. Paul Thomas Anderson – Nit z přízraků a Jordan Peele – Uteč (remíza)

### Nejlepší scénář
1. Greta Gerwig – Lady Bird
2. Jordan Peele – Uteč
3. Paul Thomas Anderson – Nit z přízraků

### Nejlepší herec v hlavní roli
1. Daniel Kaluuya – Uteč
2. Daniel Day-Lewis – Nit z přízraků
3. Timothée Chalamet – Dej mi tvé jméno

### Nejlepší herečka v hlavní roli
1. Sally Hawkins – Tvář vody
2. Saoirse Ronan – Lady Bird
3. Cynthia Nixonová – A Quiet Passion a Frances McDormandová – Tři billboardy kousek za Ebbingem (remíza)

### Nejlepší herec ve vedlejší roli
1. Willem Dafoe – The Florida Project
2. Michael Stuhlbarg – Dej mi tvé jméno/Akta Pentagon: Skrytá válka a Tvář vody
3. Sam Rockwell – Tři billboardy kousek za Ebbingem

### Nejlepší herečka ve vedlejší roli
1. Laurie Metcalf – Lady Bird
2. Lesley Manville – Nit z přízraků
3. Allison Janney – Já, Tonya

### Nejlepší dokument
1. Visages, villages – Agnés Varda
2. EX LIBRIS – The New York Public Library – Frederick Wiseman
3. Dawson City: Frozen Time – Bill Morrison

### Nejlepší cizojazyčný film
1. Zkouška dospělosti – Cristian Mungiu
2. Visages, villages – Agnés Varda
3. 120 BPM – Robin Campillo

### Nejlepší kamera
1. Roger Deakins – Blade Runner 2049
2. Hoyte van Hoytema – Dunkerk
3. Alexis Zabe – The Florida Project